# Tòa án Tối cao Thái Lan

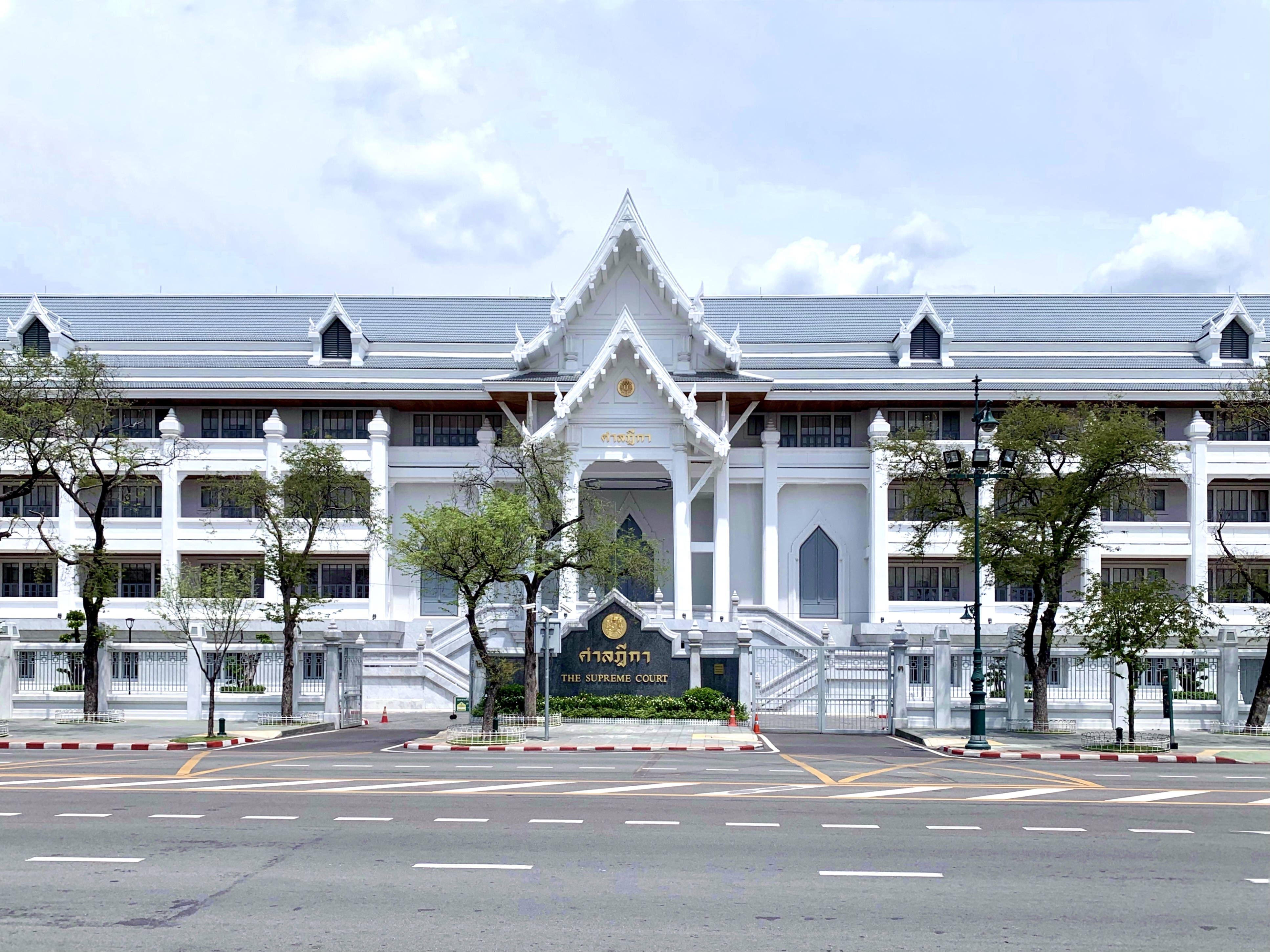
Tòa án Tối cao Thái Lan (2021)

Tòa án Tối cao Thái Lan là tòa án cao nhất của Thái Lan, bao gồm xét xử vụ án hình sự và dân sự. Hoạt động riêng rẽ với các Tòa án hành chính và Tòa án Hiến pháp.